# Vetekudde

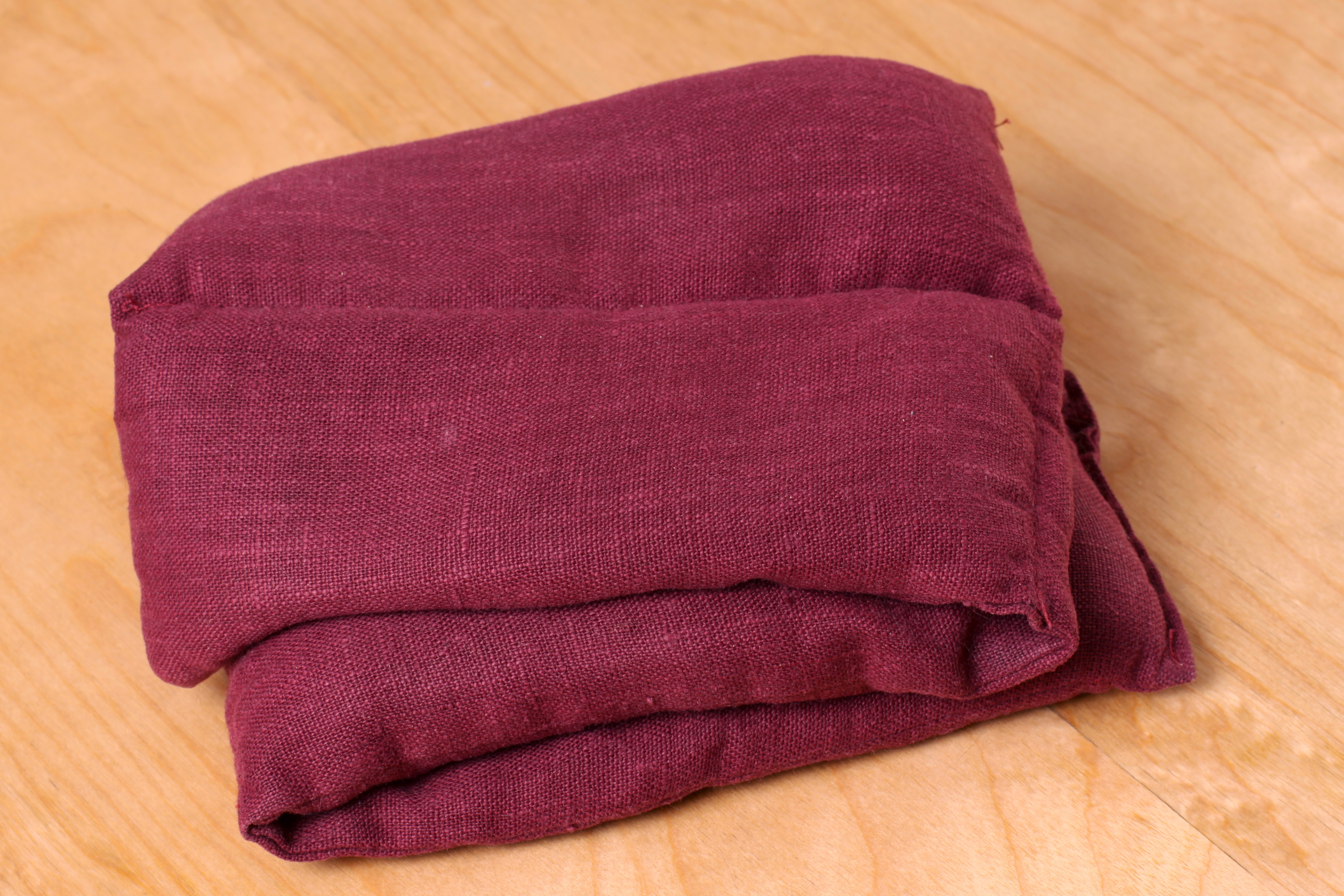
Vetekudde.

En vetekudde är en kudde fylld med vetekorn. Användningsområdet är att lindra smärta som till exempel nackont, reumatisk värk och mensvärk. Kudden kan värms i mikrovågsugn eller en vanlig ugn och läggs på stället för värken. Den kan också användas för att värma en kall säng. Den går även att kyla i frysen och används då vid bland annat svullnader. Ibland kan de vara formade som olika gosedjur, men med samma funktion som övriga vetekuddar. 